# Boyz II Men
Boyz II Men é um grupo vocal norte-americano de R&B/Soul originário da Filadélfia, Pensilvânia, mais conhecido por suas baladas emocionais e harmonias a cappella. Foi fundado em 1988, como um quarteto, com os membros Nathan Morris, Michael McCary, Shawn Stockman, e Wanya Morris. O grupo obteve sucesso internacional em 1991, quando lançaram seu primeiro álbum pela gravadora Motown.
Boyz II Men é o grupo vocal de R&B masculino mais bem sucedido de todos os tempos, e já venderam mais de 60 milhões de discos. Três de seus maiores hits são, "End of The Road", "I'll Make Love To You", e "One Sweet Day" (com Mariah Carey), que na época, quebrou o recorde de maior tempo que um single permaneceu em primeiro lugar na Billboard Hot 100. Eles somam 50 semanas acumuladas em primeiro lugar na parada Hot 100 da Billboard, ocupando o sexto lugar na lista de artistas que ficaram mais tempo no topo, atrás de Drake, The Beatles, Rihanna, Elvis Presley e Mariah Carey. Além disso, quando o single "On Bended Knee" tirou o primeiro lugar de "I'll Make Love to You", eles se tornaram o terceiro artista (depois dos Beatles e Presley) a se substituir no topo da Billboard Hot 100.
Boyz II Men recebeu vários prêmios, incluindo quatro prêmios Grammy, nove American Music Awards, e três Billboard Music Awards. Em 5 de janeiro de 2012, foram premiados com uma estrela na Calçada da Fama de Hollywood.
Em 2003, a banda virou um trio, após a saída de Michael McCary (o baixo, o cantor que possui a voz mais grave do grupo) alegando sérios problemas na coluna decorrentes de uma escoliose. Em 2005, Wanya, Shawn e Nathan decidiram continuar a gravar e fazer novas turnês.

## Discografia

### Álbuns
- Cooleyhighharmony (1991)
- Christmas Interpretations (1993)
- II (1994)
- Evolution (1997)
- Nathan Michael Shawn Wanya (2000)
- Full Circle (2002)
- Throwback (2004)
- Winter/Reflections (2005)
- The Remedy (2006)
- Motown: A Journey Through Hitsville USA (2007)
- Love (2009)
- Twenty (2011)
- Collide (2014)
- Under the Streetlight (2017)

## História

### Origem
O grupo, originalmente chamado de "Unique Attraction", foi formado na Philadelphia, em 1985, por Michael Grimaldi, Nathan Morris, Marc Nelson,  George Baldi, Jon Shoats e Marguerite Walker, quando participavam do coral da escola, no ensino médio. Em 1987, Wanyá Morris e Michael McCary que também cantava no coral da escola, entraram para o grupo. Em 1988, após a formatura, Baldi, Shoats e Walker deixaram o grupo. Eles então recrutaram Shawn Stockman depois de vê-lo fazer um solo em uma peça. Eles ensaiava pela escola entre as aulas, sempre que tinham uma oportunidade de se reunir. Os rapazes eram fãs do grupo New Edition, que serviu de inspiração para o nome oficial do grupo "Boyz II Men", que vem da música "Boys to Men", lançada em 1988.
Em 1989, depois de se apresentarem em uma festa de Dia dos Namorados na escola, eles foram convidados para cantar em um show organizado pela rádio local Power 99, no Philadelphia Civic Center. O plano deles era encontrar o então rapper Will Smith, nos bastidores e se apresentar para ele. No entanto, eles acabaram encontrado com Michael Bivins, membro da New Edition. Eles se apresentaram para Bivins, outros membros do New Edition, e executivos da Motown, que ficaram impressionados, então, decidiram ajudar o grupo.
O grupo conseguiu um acordo de gravação com a Motown, mas durante a produção do primeiro álbum, eles tiveram alguns conflitos, o que levou Marc Nelson a deixar o grupo, transformando o Boyz II Men no quarteto que ficou famoso: Michael McCary, Nathan Morris, Wanyá Morris e Shawn Stockman.

### Sucesso
Em 1991, o quarteto explodiu nas paradas com o lançamento de seu primeiro álbum Cooleyhighharmony, os primeiros sucessos nas rádios foram "Motownphilly" e a balada "It's So Hard to Say Goodbye to Yesterday". O álbum alcançou grande sucesso, vendendo mais de nove milhões de cópias pelo mundo e rendeu ao grupo o Grammy de Melhor Performance de R&B por Duo ou Grupo.
Em 1992, se juntaram ao rapper MC Hammer, em uma grande turnê pelo País, e no mesmo ano, retornaram ao estúdio para gravar o single "End of the Road", co-escrito e produzido por Babyface, para a trilha sonora do filme Boomerang, estrelado por Eddie Murphy. Lançado em 30 de junho, o single alcançou o primeiro lugar na Billboard Hot 100, permanecendo lá por um recorde de 13 semanas.
Em 1994, voltaram a surpreender com o álbum "II", que estreou no topo da Billboard 200, e vendeu mais de 12 milhões de cópias somente nos Estados Unidos, tornando-se um dos álbuns mais vendidos por uma boy band, e um dos maiores álbuns da década. O single "I'll Make Love to You", tirou o recorde de "End of the Road", ao passar 14 semanas no topo da parada. Já o single, "On Bended Knee" substituiu "I'll Make Love to You" no primeiro lugar da Hot 100, tornando o Boyz II Men, o terceiro artista a conseguir o feito.
O terceiro álbum de estúdio, Evolution, foi lançado em 1997, e vendeu mais de três milhões de cópias. Apesar do baixo desempenho na vendas, em relação aos lançamentos anteriores, o single "Four Seasons of Loneliness", chegou ao topo da Hot 100. O segundo single, "A Song for Mama", tema do filme Soul Food, também chegou no Top 10 do Hot 100.
Em 2000, o álbum Nathan Michael Shawn Wanya, foi escrito e produzido pelo próprio grupo, em uma tentativa de atualizar o som do grupo. Embora os críticos tenham sido receptivos, o álbum vendeu apenas 500.000 cópias nos EUA, 1 milhão de cópias em todo o mundo, e seus dois singles, "Pass You By" e "Thank You in Advance", não obtiveram sucesso nas paradas.

### Mudanças
Após o baixo desemprenho do último álbum, o grupo saiu da Motown (agora um selo da Universal Music) em 2001. Um novo contrato com a Arista Records, foi assinado em 2002. Apostando no grupo, a gravadora providenciou um orçamento promocional significativo, e o grupo começou a gravar o álbum Full Circle. Mas o primeiro single "The Color of Love", produzido por Babyface, não conseguiu um bom desempenho nas paradas. Em 30 de janeiro de 2003, Michael McCary deixou o Boyz II Men devido a problemas crônicos nas costas resultantes de esclerose múltipla. Arista rescindiu o contrato do grupo em 30 de abril, e os três membros restantes tiveram um hiato temporário na indústria musical.
Depois de um ano fora dos holofotes, e agora como um trio, Boyz II Men criou o selo independente MSM Music Group, e lançou o álbum Throwback, Vol. 1, em 2004. O álbum vendeu mais de 200 mil cópias, sem nenhuma promoção na grande mídia, além da turnê independente do grupo.

## Televisão
Na televisão participaram do especial Grease: Live!, um tributo ao clássico Grease: Nos Tempos da Brilhantina, como os Teen Angels, performando a música "Beauty School Dropout". Também fizeram uma participação especial no seriado Um Maluco no Pedaço, como eles mesmo no episódio de batismo do pequeno Nick (temporada 4 episódio 13).
No seriado Como Eu Conheci Sua Mãe, eles cantam sua versão da música "You Just Got Slapped", criada por Jason Segel, que no seriado interpreta o personagem Marshall Eriksen.